# たんたん温泉
たんたん温泉（たんたんおんせん）は、兵庫県豊岡市但東町（旧国但馬国）にある温泉（日帰り温泉施設）。

## 泉質
- 単純弱放射能冷鉱泉

## 歴史
- 2008年（平成20年）7月28日 - オープン。

## 交通
- 京都府京丹後市久美浜町「佐野たけだ橋」南下→たんたんトンネルを越えて700メートル。もしくは兵庫県豊岡市但東町「出合」交差点右折→たんたんトンネルを越えて700メートル。